# The Great Waldo Pepper
The Great Waldo Pepper (Brasil: Quando as Águias se Encontram / Portugal: O Grande Circo) é um filme estadunidense de 1975, do gênero drama.

## Elenco
| Ator/Atriz               | Personagem    |
| ------------------------ | ------------- |
| Robert Redford           | Waldo Pepper  |
| Bo Svenson               | Axel Olsson   |
| Bo Brundin               | Ernst Kessler |
| Susan Sarandon           | Mary Beth     |
| Geoffrey Lewis           | Newt          |
| Edward Herrmann          | Ezra Stiles   |
| Philip Bruns             | Dillhoefer    |
| Roderick Cook            | Werfel        |
| Kelly Jean Peters        | Patsy         |
| Margot Kidder            | Maude         |
| Scott Newman             | Duke          |
| James S. Appleby         | Ace           |
| Patrick W. Henderson Jr. | Scooter       |